# Hans Schäfer
Hans Schäfer (Colonia, 19 ottobre 1927 – Colonia, 7 novembre 2017) è stato un calciatore tedesco, di ruolo attaccante, campione del mondo nel 1954 con la Germania Ovest.

## Carriera

### Club
Nel 1964 ha vinto il titolo nazionale. Ha trascorso la maggior parte della carriera nel Colonia.

### Nazionale
Ha giocato con la nazionale della Germania Ovest anche nel Campionato mondiale di calcio 1954, competizione che vinse segnando 4 gol in 5 partite. Partecipò anche ai Mondiali del 1958 segnando altri 3 gol in 6 partite, e ai Mondiali del 1962 dove scese in campo altre 4 volte.

## Palmarès

### Club

#### Competizioni nazionali
- Campionato tedesco: 2

1961-62, 1963-64

### Nazionale
- Campionato mondiale: 1

Svizzera 1954

### Individuale
- Calciatore tedesco-occidentale dell'anno: 1

1963